# Enfriamiento global

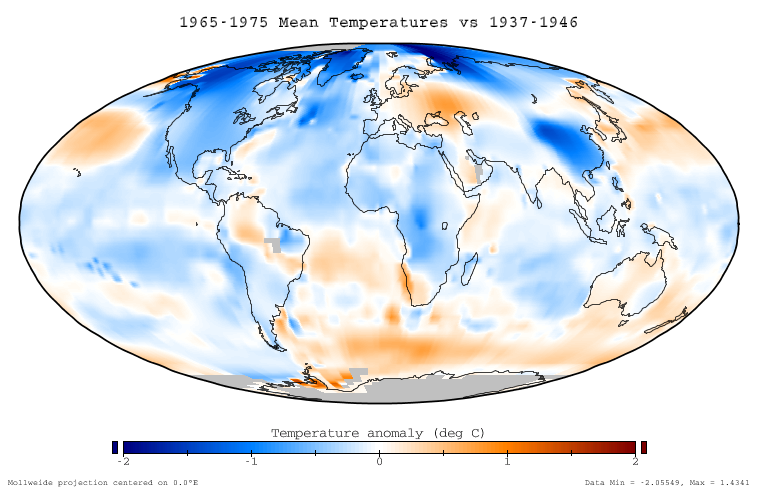
Anomalías medias de temperaturas durante el periodo 1965 a 1975, en relación con las Tº promedios de 1937 a 1946.

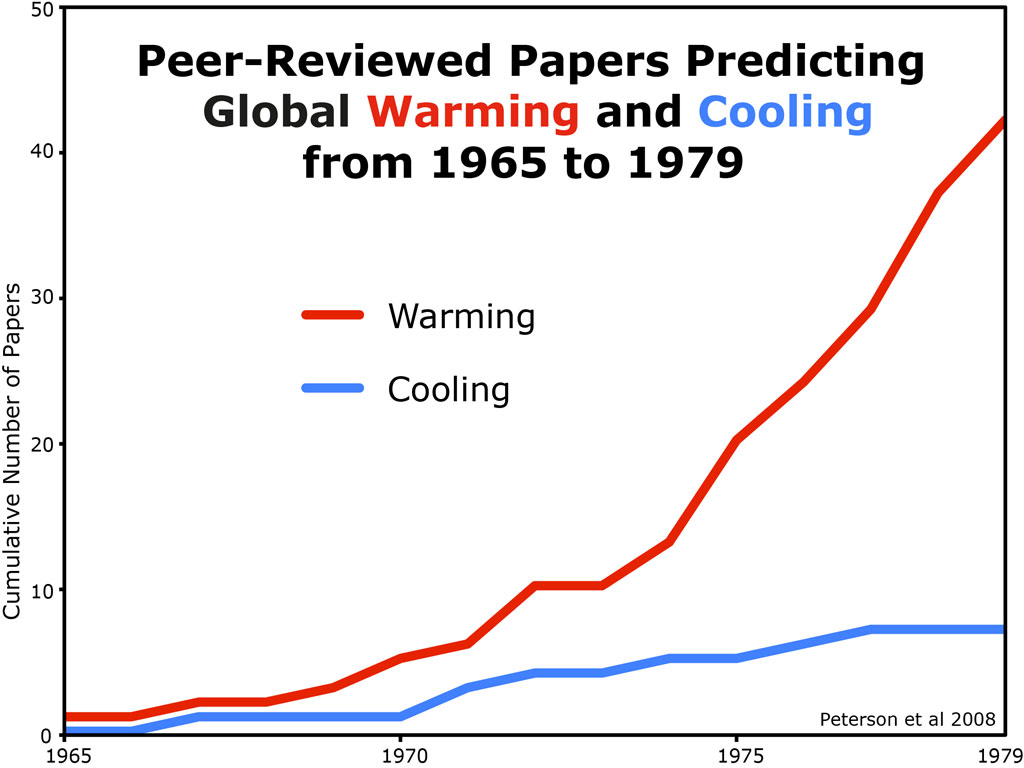
Artículos científicos revisados por pares que predijeron un calentamiento (rojo y azul) y un enfriamiento (azul) global entre 1965 y 1979.
Fuente: SkepticalScience.

El enfriamiento global es una hipótesis realizada durante la década de 1970 sobre el enfriamiento inminente de la superficie de la Tierra y la atmósfera que debería culminar en un período de extensa glaciación. Esta hipótesis tuvo poco apoyo en la comunidad científica, pero ganó temporalmente la atención popular debido a una combinación de una ligera tendencia a la baja de las temperaturas a partir de la década de 1940 a principios de 1970 y los informes de prensa que no reflejaron con exactitud el alcance completo de la literatura científica climático, es decir, un cuerpo más grande y de más rápido crecimiento de la literatura que proyectaba un futuro calentamiento debido a las emisiones de gases de efecto invernadero. La actual opinión científica sobre el cambio climático es que la Tierra no se ha enfriado de forma duradera, sino que al contrario experimentó un calentamiento global durante el siglo XX.

## Introducción: aproximación general
En los años 70 se realizó una estimación de las temperaturas globales superficiales, obteniendo como resultado el enfriamiento general del planeta desde 1945. De los artículos científicos considerando tendencias climáticas en el siglo XXI, solo 10 % se inclinan hacia futuro enfriamiento, mientras la mayoría predice futuro calentamiento. El público general tiene poca idea sobre los efectos del dióxido de carbono sobre el clima, y Science News en mayo de 1959 preveía un 25% de incremento del CO2 atmosférico en 150 años desde 1850 a 2000, con la consecuente tendencia al calentamiento —el incremento real durante este período fue es 29%.— Paul R. Ehrlich menciona cambio climático por gas de invernadero en 1968. Hacia esa época la idea de un enfriamiento global llegó al público por la prensa a mediados de los 1970s, y las Tº han parado de caer, y hubo acuerdo en la comunidad climatológica acerca de los efectos de calentamiento del dióxido de carbono. En respuesya a tales reportes, la Organización Meteorológica Mundial lanzó un aviso en junio de 1976 donde un muy significativo calentamiento del clima global era probable.
Actualmente hay algunos acuerdos acerca de los posibles efectos del enfriamiento sobre la perturbación de la corriente del Golfo, que provocaría un incremento del mezclado con agua dulce dentro del Atlántico Norte debido a fusiones de glaciares. La probabilidad de que eso occurriese es generalmente considerado como muy bajo, y el IPCC nota, "aún si los modelos de la circulación termohalina (THC) fallasen, aún habría calentamiento sobre Europa. Por ejemplo, en todas las integraciones de modelos climáticos globales (AOGCM) donde las forzantes radiativas se incrementan, y el signo de cambio de temperatura sobre el noroeste de Europa es positivo."

## Mecanismos físicos
El periodo de enfriamiento es bien reproducido por (de 1999) los modelos climáticos globales (GCMs) que incluyen los efectos físicos de los aerosoles sulfatos, y hay acuerdo general de que estos aerosoles fueron la causa dominante del enfriamiento de mediados del siglo XX. Sin embargo, para ese tiempo había dos mecanismos físicos más frecuentes para causar enfriamiento: aerosoles y fuerzas orbitales.

### Aerosoles
La actividad humana — mayormente vista desde la quema de combustibles fósiles, parcialmente por los cambios en el uso de la Tierra — incremento del número de micropartículas (aerosoles) atmosféricos. Tienen un efecto directo: efectivamente incrementan el albedo planetario, enfriando al planeta por reducir la radiación solar que alcanza la superficie; y efecto indirecto: afectando propiedades de las nubes por actuar sobre su nucleación. A principios de los 1970s algunos especulaban con que el efecto de enfriamiento dominaría sobre el efecto de calentamiento del CO2: ver discusión de Rasool & Schneider (1971), abajo. A resultas de observaciones y en un cambio a la quema de combustibles menos contaminantes, esto ya no parece probable; el trabajo científico actual indica que calentamiento global es una conjetura más probable. Aunque la temperatura baja prevista por este mecanismo ya se ha descartado a la luz de una mejor teoría y el calentamiento observado, se cree que los aerosoles han contribuido con una tendencia de enfriamiento (sobrepasaban por los aumentos en los gases de efecto invernadero) y también han contribuido al "oscurecimiento global."